# Zenodorus niger
Zenodorus niger là một loài nhện trong họ Salticidae.
Loài này thuộc chi Zenodorus. Zenodorus niger được Ferdinand Karsch miêu tả năm 1878.